# San José (1698)
El San José fue un galeón español, cuya construcción finalizó en junio de 1698 por Pedro de Aróstegui, por encargo del duque Arístides Eslava y la familia Eslava, en el astillero de Mapil en Aginaga (Usúrbil, Guipúzcoa, España), con las especificaciones de Francisco Antonio Garrote. El San José tenía un gemelo, el galeón San Joaquín (1699-1711).  De acuerdo con los estándares británicos, el buque quedaba categorizado como navío de línea de tercera clase, con 64 cañones nominales, aunque tenía portas para 6 cañones más.
Zarpó en 1706 junto con otros barcos para el mar Caribe y llegó a Cartagena de Indias después de un mes de navegación.
En 1708, junto con el San Joaquín y otros navíos de la flota española, zarpó de Cartagena de Indias hacia Portobelo. El San José fue cargado con lingotes, monedas de oro y plata, además de otras mercancías; todo con un valor total de 11 millones de pesos de la época. La flota fue atacada por buques ingleses y se hundió con su cargamento en la Batalla de Barú (en la península de Barú, actual mar de Colombia).
Los restos del galeón fueron descubiertos el 27 de noviembre de 2015 por investigadores del Instituto Colombiano de Antropología e Historia (ICANH), personal de la Armada Nacional de Colombia y de la Dirección General Marítima (DIMAR) en las costas cercanas a Cartagena de Indias. El hallazgo fue anunciado por el presidente colombiano Juan Manuel Santos. Posteriormente, el 6 de junio de 2022 se anunció el descubrimiento de dos nuevas embarcaciones, una contemporánea al galeón San José y otra algo posterior, cerca de donde se encontró este. Hay planes de crear un museo en Cartagena con los restos que se extraigan del yacimiento arqueológico.También en la década de los ochenta se exteriorizó la idea de extraer el tesoro que contiene la nave, venderlo y con el dinero disminuir la deuda externa del país.

## Historia
El San José, nave capitana de la Flota de Tierra Firme, partió junto al San Joaquín, la nave almiranta, y diez buques de carga desde Cádiz el 10 de marzo de 1706 con destino a Cartagena de Indias. A sabiendas de la presencia de buques ingleses hostiles –debido al conflicto por la sucesión al trono español– el rey Felipe V ordenó que se le brindara una fuerte protección representada en 26 navíos. En mayo, el galeón arribó a Cartagena de Indias, con la idea de dirigirse a Portobelo, para recoger una gran cantidad de oro, plata, y otros objetos valiosos que provenían del Virreinato del Perú. Sin embargo, su partida a Portobelo se dilataría dos años. El 2 de febrero de 1708, su capitán, el general José Fernández de Santillán, conde de Casa Alegre, por fin resuelve partir acompañado de la flota de protección. 
En Portobelo, se discutió bastante tiempo si era seguro que el galeón zarpara de regreso a Cartagena de Indias. Según estaban advirtiendo desde Cartagena, un grupo de naves inglesas estaban merodeando el área. No obstante y a pesar de que la mayoría se negaba a salir, el capitán Fernández determinó que lo más conveniente era zarpar, entre otras razones para no perder la ayuda ofrecida por el general francés Jean-Baptiste du Casse, que se ofreció a escoltar en su regreso a España. Además, Fernández consideraba que el galeón y la flota que lo acompañaba estaban suficientemente blindados para repeler el ataque de los ingleses.
Consciente del riesgo, el capitán Fernández zarpó hacia Cartagena de Indias el 28 de mayo del mismo año, acompañado por 16 barcos entre los que destacaban las naves militares San Joaquín, la más emblemática de la flota y que contaba con 64 cañones, y Santa Cruz, que dotaba de 55, pero para ese momento disponía solamente de 44. Estas dos embarcaciones, junto con el San José, eran las que transportaban la mayor parte de las mercancías, gracias a su poderío ofensivo.
Mientras los españoles realizaban sus diligencias en Portobelo, el capitán inglés Charles Wager fue informado por varios espías de sus movimientos. En aquel tiempo, estos colaboradores clandestinos infestaban las colonias españolas de la costa del Caribe y servían como elemento esencial para los ingleses en sus fines de desestabilizar al imperio español. Wager contaba con una flota bien armada y se dirigió a la ruta por la que el San José debía pasar para llegar a Cartagena.
La emboscada de Wager tuvo lugar muy cerca de las Islas del Rosario, a unas 30 millas del puerto de Cartagena. El navío Kingston, dotado de 60 cañones, abrió fuego contra el San Joaquín, mientras el Expedition, comandado por Wager, arremetió contra el San José. La idea principal de Wager era apoderarse del galeón para conseguir preciado cargamento. Sin embargo, tras una hora y media de intercambio de fuego, el San José sufrió una explosión que lo hundió. De los 600 tripulantes que iban a bordo del galeón, solo 11 sobrevivieron.

## Búsqueda del tesoro
A partir de 1980, varias empresas y buscadores de tesoros intentaron localizar el tesoro valorado en 10 000 millones de dólares estadounidenses. El 25 de octubre de 2011 una corte de Washington declaró al galeón como propiedad del Gobierno de Colombia.
La empresa Sea Search Armada (SSA) había presentado a finales de marzo sus argumentos para un recurso de apelación contra la República de Colombia, ante la Corte de Apelaciones del Distrito de Columbia, en el que continúa reclamando sus derechos sobre el tesoro del galeón.
SSA apeló la decisión tomada por la Corte Federal de Estados Unidos en 2011, cuando esta resolvió con un fallo favorable a los argumentos de Colombia al propugnar la prescripción e improcedencia de la acción judicial presentada por SSA. La empresa estadounidense recurrió a la corte de su país después de que el Gobierno de Colombia se negara, según su relato, a cumplir la orden dictada en 2007 por la Corte Suprema de Colombia, que concedía a la compañía la mitad del tesoro, una vez que este fuera rescatado de las profundidades.
El San José, hundido en combate por navíos ingleses, era un buque insignia de la Armada española del siglo xviii, que llevaba en su bodega varias toneladas de doblones, barras de oro y de plata, así como toneladas de joyas y piedras preciosas. El Congreso de Colombia adoptó la ley 1675 de 2013, por medio de la cual "se reglamentan los artículos 63, 70 y 72 de la Constitución Política de Colombia en lo relativo al patrimonio cultural sumergido", estableciendo mecanismos para el rescate de los naufragios históricos que se encuentren en mares colombianos lo cual incluye también entre ellos por supuesto al galeón San José.

## Polémica legal
La posición del gobierno español es que se trata de un "barco de Estado", y no de titularidad privada, lo cual hace que esté protegido por la inmunidad soberana. «La inmunidad soberana sobre el buque implica que ningún Estado pueda tomar una decisión unilateral sobre lo que afecte al buque sin la conformidad del Estado de bandera». En este sentido, el derecho internacional señala que los barcos de guerra tienen inmunidad soberana, es decir, gozan de una especie de extraterritorialidad como si fueran un pequeño espacio de territorio de su Estado de origen allá donde estén. Especialmente si han sido hundidos en combate. El San José llevaba en su bodega todo tipo de objetos valiosos, ejemplos del arte y la tecnología del siglo xviii, una enorme colección de monedas acuñadas en América en cantidad de varias toneladas, barras de oro, plata, joyas y piedras preciosas.
La opinión pública hasta hace pocos años consideró el patrimonio subacuático como «tesoros ocultos» en estos casos y aceptaba que vinieran a pertenecer a quienes los encontraban, pero desde 1985, con la Ley de Patrimonio Histórico y la Convención de la UNESCO sobre el Patrimonio Subacuático, estos pecios son declarados como bienes de interés general de las sociedades, los Estados, las Naciones y la Humanidad entera. La Convención enuncia principios tales como que el patrimonio acuático no será objeto de explotación comercial y, muy especialmente, la preferencia por la conservación «in situ» de este tipo de restos arqueológicos, y desde luego respeta el principio de inmunidad soberana de los buques de guerra, sin embargo, Colombia no forma parte de la convención de la UNESCO, por lo que no está obligada a respetar la soberanía del barco como española, sino que por encontrarse en su territorio puede disponer del mismo.
Por otra parte, el enorme tesoro que se imagina en los interiores del barco ha hecho pasar a un segundo plano que el San José fue, además, la sepultura de cerca de 600 marineros españoles. Desde España, se ha apelado a la significación moral que supone acceder a un yacimiento donde perecieron cientos de hombres.
El Consejo de Estado de Colombia conoció del caso, en razón a polémicas que se suscitaron alrededor del afamado tesoro. Mediante sus sentencias, esta corporación judicial se pronunció aseverando que se considera tesoro todos los restos que se encuentren dentro del barco, toda vez que los mismos no tengan ninguna marca o signo distintivo. En caso de poseer uno de esos símbolos, se considerará como patrimonio cultural, y en razón a ello debe ser conservado.
En 2018 a raíz de esta situación se plantearon soluciones jurídicas nuevas como considerar el galeón San José y los demás buques de la Carrera de Indias como patrimonio común y compartido  y para respaldarlo se creó el Observatorio del Patrimonio Cultural Subacuático Común y Compartido, para evitar conflictos similares en el futuro.
En 2019 la nación de los Qhara Qhara interpuso una demanda de derechos sobre estas riquezas, sumando evidencias de que parte de las riquezas que contenía el barco les corresponden pues se extrajeron del Cerro Rico de Potosí.
A pocos días de la segunda vuelta de las elecciones presidenciales del 2022 el gobierno colombiano mostró nuevas imágenes de alta calidad y anunció el hallazgo de dos nuevos hundimientos.

## En la cultura
Gabriel García Márquez relata el hundimiento del San José en las primeras páginas de El amor en los tiempos del cólera y también Cien años de soledad, aunque nunca explicite la localización (transparente) de la intriga en Cartagena de Indias. Alude a ese evento cómo testigo del papel de la ciudad cómo el centro de la exportación de oro y piedras preciosas de Latinoamérica, después de haber sido, según él, el primer mercado de esclavos en las Américas.